# Georges Duby

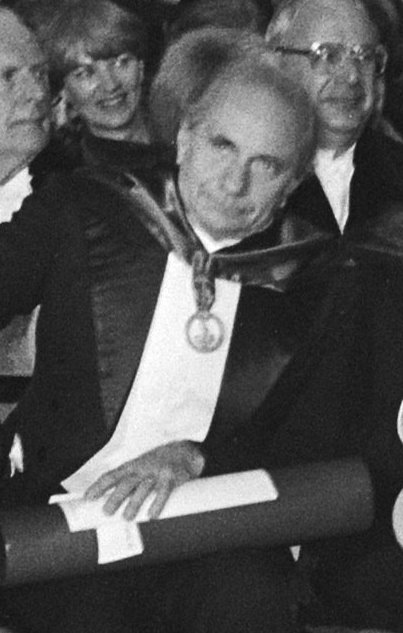
Georges Duby (1980)

Georges Duby (* 7. Oktober 1919 in Paris; † 3. Dezember 1996 in Aix-en-Provence) war ein französischer Historiker aus der Annales-Schule.

## Leben
Georges Duby wurde in Paris geboren, besuchte aber das Lycée in Mâcon, Departement Saone-et-Loire. Er studierte in Lyon an der Faculté des Lettres und promovierte an der Sorbonne bei Charles Edmond-Perrin mit einer Arbeit La Société aux XIe et XIIe siècles dans la région mâconnaise. Zunächst arbeitete er 1944 an der Universität Lyon.
Er lehrte ab 1950/51 in Besançon und von 1951 bis 1970 an der Universität Aix-Marseille. Hier las er als Professor mittelalterliche Geschichte. In dieser Zeit gründete Duby das Centre d’études des sociétés méditerranéennes. 1970 wechselte er ans Collège de France, wo er 1991 emeritiert wurde.
Georges Duby arbeitete bei der Zeitschrift Annales mit, die 1929 von Lucien Febvre und Marc Bloch gegründet wurde. Er war seit 1974 Mitglied der Académie des Inscriptions et Belles-Lettres und seit 1987 der Académie française (Fauteuil 26). 1968 wurde er als assoziiertes Mitglied in die Académie royale des Sciences, des Lettres et des Beaux-Arts de Belgique und 1970 als korrespondierendes Mitglied in die British Academy aufgenommen. 1977 wurde er auswärtiges Mitglied der Accademia Nazionale dei Lincei in Rom und der American Philosophical Society.
Duby war Präsident des Fernsehsenders Arte France von dessen Gründung im Jahr 1986 bis 1989.

## Forschung
Seine Forschungen beschäftigten sich mit dem Mittelalter (Mediävistik), insbesondere dessen Wirtschafts- und Sozialstruktur. Sein sozialgeschichtlicher Ansatz geht davon aus, dass Menschen innerhalb von sozialen Strukturen handeln, die ihr Handeln prägen und oft sogar festlegen. Ihn interessierten langfristige Entwicklungen, in die er einzelne geschichtliche Ereignisse und Personen einbettete. Sein Ansatz unterscheidet sich damit vom Ansatz des Historismus, wie er vor ihm üblich war, der mit dem Schlagwort „Männer machen Geschichte“ gekennzeichnet werden kann. In seinen Ausarbeitungen bemühte er sich stets um eine sprachliche Eleganz und hohe Anschaulichkeit. Mitte der 1980er Jahre wandte er sich verstärkt der Erforschung des Lebens „des kleinen Mannes“, des Bürgers, der Bauern, der Arbeiter, der Frauen zu. So entstand zum Beispiel 1985 die Publikation „Geschichte des privaten Lebens“, für die er mit dem Gutenberg-Preis ausgezeichnet wurde.

## Schriften (Auswahl)
Monografien
- La Société aux XIe et XIIe siècles dans la région mâconnaise. Armand Colin, Paris 1953
- Hommes et structures du moyen âge. Paris 1973 (= Le savoir historique. Band 1).
- Guerriers et paysans. Le premier essor de l’économie européenne, VIIe-XIIe siècles, Gallimard, Paris 1973
  - Krieger und Bauern. Die Entwicklung der mittelalterlichen Wirtschaft und Gesellschaft bis um 1200. Suhrkamp Verlag, Frankfurt am Main 1984, ISBN 3-518-28054-6.

- Le chevalier, la femme et le prêtre. Le mariage dans la France féodale. Hachette, Paris 1981.
  - Ritter, Frau und Priester. Die Ehe im feudalen Frankreich. Übersetzt von Michael Schröter. Suhrkamp Verlag, Frankfurt/M. 1986, ISBN 3-518-57724-7.
- Wirklichkeit und höfischer Traum. Zur Kultur des Mittelalters. Verlag Klaus Wagenbach, Berlin 1986, ISBN 3-8031-3531-1.
- Les trois ordres ou l’imaginaire du féodalisme. Gallimard, Paris 1978[8]
  - Die drei Ordnungen. Das Weltbild des Feudalismus. Suhrkamp Verlag, Frankfurt/M. 1986, ISBN 3-518-28196-8.
  - Die Frau ohne Stimme. Liebe und Ehe im Mittelalter. Wagenbach Verlag, Berlin 1989, ISBN 3-8031-5113-9.
- Saint Bernard, l’art cistercien. Flammarion, Paris 1979
  - Der heilige Bernhard und die Kunst der Zisterzienser. S. Fischer Verlag, Frankfurt/M. 1993, ISBN 3-596-10727-X.
- Le moyen age
  - Kunst und Gesellschaft im Mittelalter. Wagenbach Verlag, Berlin 2002, ISBN 3-8031-1176-5.
- Le temps des cathédrales. L’art et la société (980–1420), Gallimard, Paris 1976.
  - Die Zeit der Kathedralen. Kunst und Gesellschaft 980–1420. Suhrkamp Verlag, Frankfurt/M. 2002, ISBN 3-518-28611-0.
- La méditerranée.
  - Die Welt des Mittelmeeres. Zur Geschichte und Geographie kultureller Lebensformen. Fischer, Frankfurt/M. 2006, ISBN 3-596-16853-8.
- Der Sonntag von Bouvines. Wagenbach, Berlin 1988, ISBN 3-8031-3541-9. (fr. Paris 1973)

Herausgeberschaften
- mit Jacques Le Goff: Famille et parenté dans l’occident médiéval. Actes du colloque de Paris (6–8 Juin 1974) organisé par l’École pratique des Hautes Études (VIe section) en collaboration avec le Collège de France et l’École Française de Rome. Communications et débats présentés (= Collection de l’École Française de Rome. Band 30). Rom 1977.
- Histoire de la vie privée. 5 Bände, Le Seuil, Paris 1985–1987.
- mit Philippe Ariès:
- Geschichte des privaten Lebens. S. Fischer Verlag, Frankfurt/M. 1994 ff.

1. Vom römischen Imperium zum Byzantinischen Reich. 5. Aufl. 1994, ISBN 3-10-033610-0.
2. Vom Feudalzeitalter zur Renaissance. 5. Aufl. 1994, ISBN 3-10-033611-9
3. Von der Renaissance zur Aufklärung. 4. Aufl. 1994, ISBN 3-10-033612-7
4. Von der Revolution zum großen Krieg. 3. Aufl. 1994, ISBN 3-10-033613-5.
5. Vom Ersten Weltkrieg zur Gegenwart. 1993, ISBN 3-10-033613-5.

- mit Michelle Perrot Geschichte der Frauen. Zweitausendeins-Verlag, Frankfurt/M. 2006, ISBN 3-86150-775-7 (5 Bde.)